# Martin-Luther-Kirche (Krumpendorf)

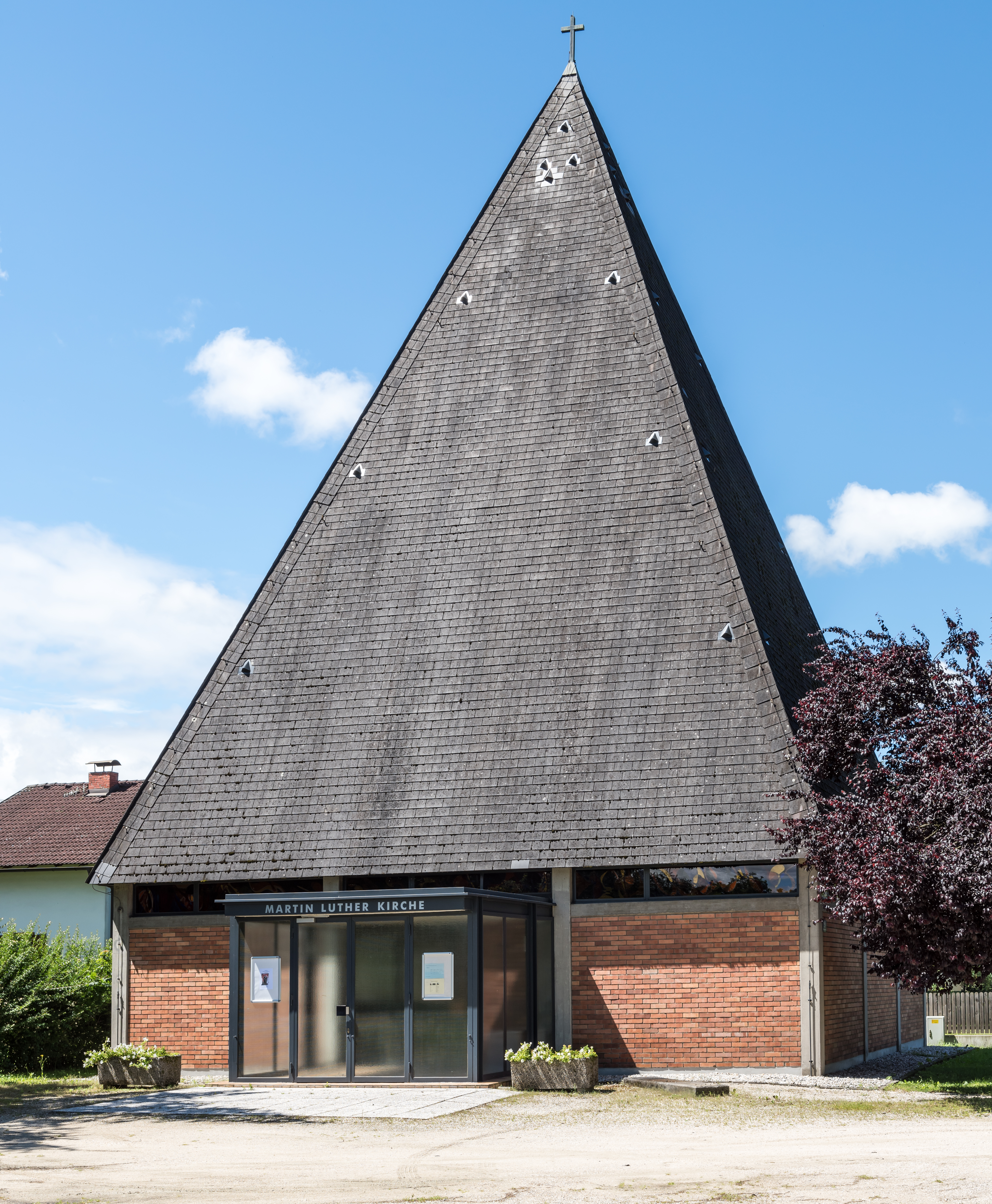
Martin-Luther-Kirche Krumpendorf

Die Martin-Luther-Kirche ist ein evangelisch-lutherisches Kirchengebäude von Krumpendorf am Wörthersee im Bezirk Klagenfurt-Land in Kärnten. Sie gehört der Evangelischen Superintendentur A. B. Kärnten und Osttirol an.

## Geschichte
Infolge der touristischen Entwicklung des Wörthersees nach 1950 entstand der Bedarf nach einem evangelischen Kirchenbau in Krumpendorf. Die evangelische Martin-Luther-Kirche entstand 1968 als Predigtstation der Heilandskirche in Pörtschach nach Entwurf des Klagenfurter Architekten Franz Rohner. Die Grundsteinlegung fand am 21. Juli 1968, die Einweihung ein Jahr später am 27. Juli 1969 statt. Die Finanzierung erfolgte durch den Gustav-Adolf-Verein sowie Spenden aus Deutschland und den Niederlanden. Das mit Gemeindebauten verbundene Kirchenbauwerk ist eine als Stahlbeton-Skelettbau mit Ausfachung in Klinker errichtete Saalkirche über quadratischem Grundriss mit einem hohen, zum Kirchenraum offenen Zeltdach, wobei eine Beeinflussung durch die  Friedenskirche in Kötschach-Mauthen von Roland Rainer besteht.
Die Martin-Luther-Kirche erfuhr ein mediales Interesse als Fliegenkirche, als Fliegenschwärme, die sich unter dem hohen Zeltdach gefangen hatten, in großer Quantität den Kirchenraum verschmutzten und eine gottesdienstliche Nutzung unmöglich machten. Die Entscheidung zum Verkauf oder Abbruch des Kirchengebäudes wurde 2013 seitens des Landeskonservatorats für Kärnten verhindert und die Kirche in der Folgezeit wiederhergestellt. Die Wiedereröffnung der restaurierten Kirche fand am 5. Oktober 2014 statt.

## Ausstattung
Die Kirche besitzt eine farbige Verglasung nach dem Entwurf von Heinz Glawischnig aus St. Veit an der Glan, inspiriert durch das Lied von Paul Gerhard:  Geh aus, mein Herz, und suche Freud.